# Aawangen
Aawangen is een dorp en voormalige Zwitserse gemeente in het district Frauenfeld, kanton Thurgau. De plaats telt 58 inwoners (2007).

## Geschiedenis

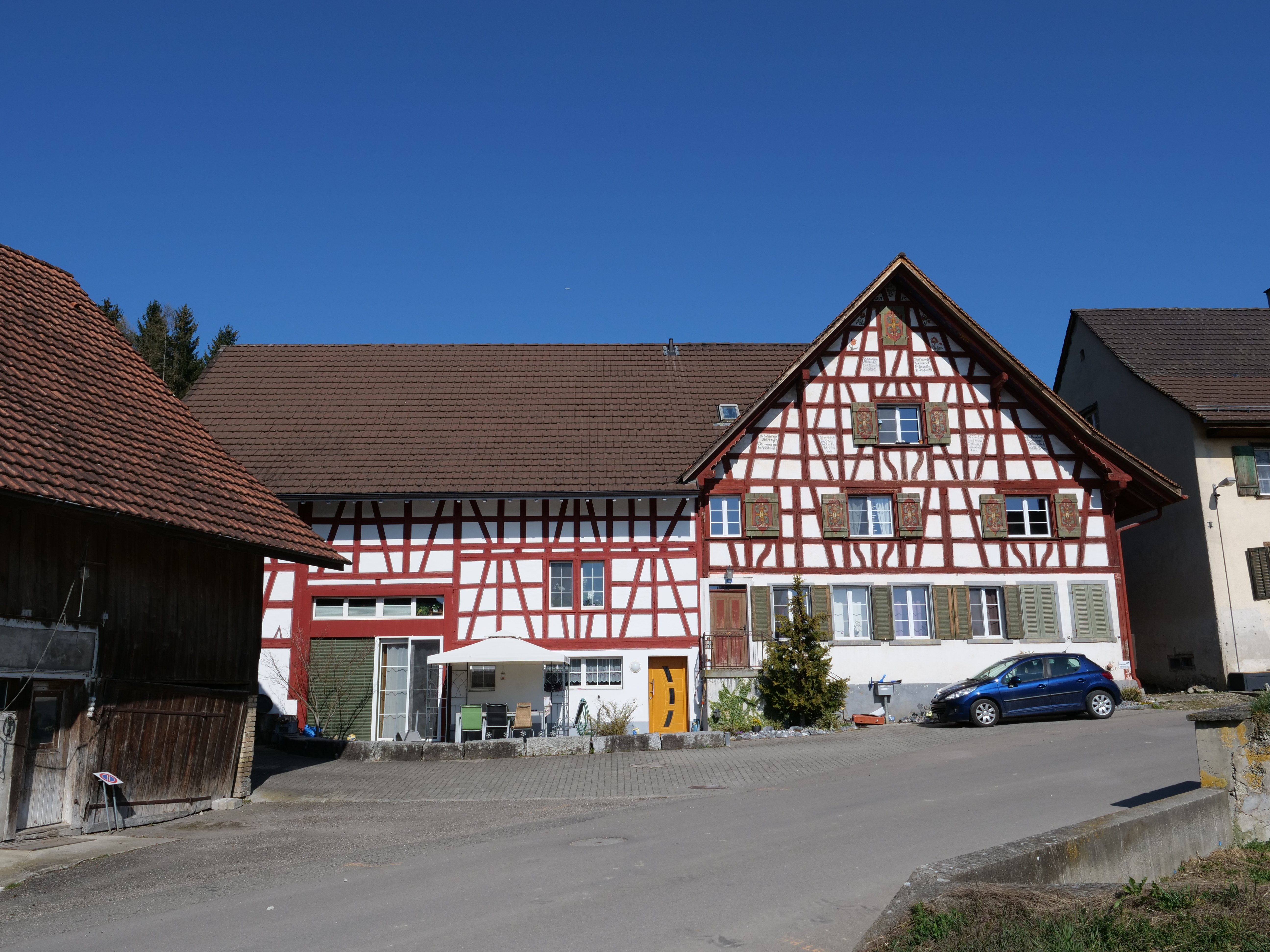
Boerderij Spruchhaus in Aawangen

De voormalige gemeente omvatte de dorpen Bürg, Friedtal, Huzenwil, Moos en Häuslenen. Gemeente Aawangen telde 473 inwoners in 1850 en 1051 in 1990.
In 1996 werd de gemeente samengevoegd bij het naburige Aadorf.